# Storm (efternavn)
 For alternative betydninger, se Storm (flertydig). (Se også artikler, som begynder med Storm)
Storm er et efternavn af angelsaksisk eller oldnordisk oprindelse og mest udbredt i England, Nordtyskland, Holland og Skandinavien.

## Kendte personer med efternavnet
- Bo Storm (født 1987), dansk fodboldspiller
- Devon Storm (født 1974), ringnavn på amerikansk professionel fribryder Christopher Ford
- Edvard Storm (1749–1794), norsk digter og skolemand
- Emy Storm (1925–2014), svensk skuespillerinde
- Esben Storm (1950–2011), dansk-australske skuespiller, manuskriptforfatter, tv-producent og instruktør
- Frederik Storm (født 1989), dansk ishockeyspiller
- Gustav Storm (1845–1903), norsk historiker
- Johan Storm (1836–1920), norsk sprogforsker
- Lance Storm (født 1969), ringnavn på canadisk professionel fribryder Lance Evers
- Morten Storm (født 1976), tidligere dansk agent for Politiets Efterretningstjeneste (PET)
- Olaf Storm (1894–1931), dansk skuespiller på det tyske stumfilm
- Peter Storm (født 1953), fødenavn af svensk skuespiller Peter Stormare
- Susanne Storm (født 1970), dansk skuespillerinde
- Theodor Storm (1817–1888), tysk forfatter
- Tom Storm (født 1965), svensk snooker-spiller
- Torben Storm (født 1946), dansk fodboldtræner